# 캅 카
《캅 카》(영어: Cop Car)는 2015년 공개된 미국의 독립 로드 범죄 스릴러 영화이다. 존 와츠 감독의 두 번째 장편 영화 연출작이다. 케빈 베이컨, 제임스 프리드슨잭슨, 헤이스 웰퍼드, 캐머런 맨하임, 셰이 위검 등이 출연하였다. 가출 소년 둘이 어느 부패 경찰관의 빈 경찰차를 훔쳐 달아나게 되면서 벌어지는 해프닝을 그린다.
2015년 1월 제31회 선댄스 영화제에서 공개되었고, 같은 해 8월 미국 극장에서, 12월 대한민국 극장에서 개봉하였다. 코언 형제의 초기작과 비교되며 호평을 얻었고, 감독인 존 와츠는 이 작품의 성공 이후 마블 스튜디오가 제작하는 《스파이더맨: 홈커밍》의 감독으로 내정되었다.

## 줄거리

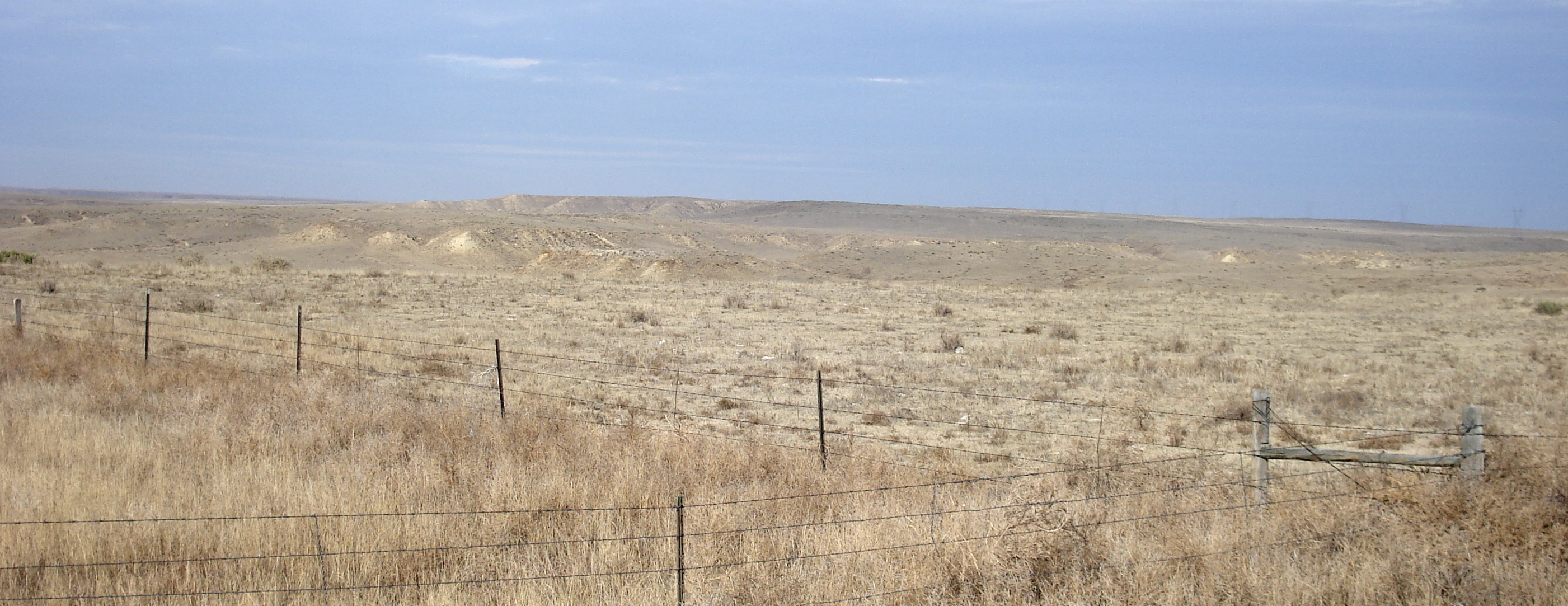
영화의 주요 배경인 콜로라도의 황무지.

가출한 비행 청소년 트래비스와 해리슨은 황무지를 거닐다가 버려진 경찰차를 발견한다. 문이 열려 있고 열쇠도 나뒹굴고 있어 둘은 차를 운전해서 길가로 나간다. 경찰차의 주인은 지역 보안관 미치였는데, 트렁크에 실어온 시체를 숲속에 암매장하려고 허겁지겁 차를 남겨두고 떠난 것이었다. 차가 없어진 것을 발견하자 미치는 황급히 경찰 교환원에게 연락해서 무전기가 고장나서 휴대폰으로 연락해야 한다고 말해둔다.
두 소년은 서툴게 운전하면서 조금씩 속도를 올려가고, 잘못된 차선에 들어갔다가 마주 달려오는 한 여자의 차를 간신히 피한다. 여자는 이후 식당에서 경찰관들을 만나 어린 아이들이 차를 운전하는 걸 봤다고 신고한다. 한편 미치는 이동 주택가에 있는 남의 차를 훔쳐 이동하다가 도중에 검문 경찰을 만나자 급히 거짓 신고를 해서 경찰을 따돌리고, 차를 버린 뒤 본인의 픽업 트럭으로 갈아타고 집에 도착한다. 미치는 교환원으로부터 경찰차 도난 신고가 들어왔다는 것을 전해 듣고 다급하게 자기 차에 무전을 쳐서 소년들과 대화하려 한다. 하지만 두 소년은 차를 세우고 차에 있던 무기를 가지고 노는 중이라 무전을 듣지 못한다.
소년들은 트렁크를 열었다가 결박된 피투성이 남자를 발견한다. 남자는 나쁜 경찰관이 자신을 이렇게 만들었다면서, 소년들에게 도와달라고 한다. 소년들은 착한 사람이라고 믿고 그를 풀어준다. 한편 미치는 코카인 뭉치를 집 화장실 변기에다 던져넣고 돈을 챙기다가 해리슨으로부터 온 무전을 듣게 된다. 미치는 차만 돌려준다면 그대로 보내주겠다고 구슬려 소년들이 지금 풍차가 보이는 길가에 있다는 사실을 알아낸다. 그러고는 코카인 한 움큼을 들이마시고 집을 나선다.
그런데 소년들은 사실 피투성이 남자에게 위협을 당해 위치를 알려준 참이었다. 남자는 두 소년에게 가족을 죽이겠다고 협박하면서 경찰관이 오면 아무것도 말하지 말라고 경고한다. 그러고는 풍차에 숨어 저격하는 연습을 하기 시작한다. 앞서 미치가 처리하던 시체는 남자의 형제로, 미치와의 마약 거래가 잘못되어 살해되었으며, 남자는 이제 형제와 자신의 복수를 하려는 참이다.
곧 미치가 트럭을 타고 도착해서는 뒷좌석에 갇힌 소년들에게 트렁크를 열어 보았냐고 닦달하지만 소년들은 답하지 않는다. 수상쩍은 낌새를 느낀 미치는 경찰차 뒤에 숨는다. 그때 소년들을 신고한 여자가 나타난다. 미치는 여자에게 신고한 사람이냐고 묻고는, 부상을 입은 척하며 남자가 있을 것으로 짐작되는 곳을 가리키며 잃어버린 차 열쇠를 대신 찾아달라고 요청한다. 여자는 피투성이 남자를 발견하자 놀라 소리를 지르고, 남자는 여자의 머리를 쏜다. 이를 계기로 미치와 남자 간에 총격전이 벌어지고 소년들은 두려움에 떤다. 마침내 미치와 남자 둘 다 총을 맞고 쓰러진다.
소년들은 창문에 권총을 쏘아 차에서 탈출하는데, 미숙한 사격으로 트래비스가 그만 튀어 나온 총알에 배를 맞는다. 운전대를 잡은 해리슨은 도움의 손길을 구하기 위해 피를 흘리는 트래비스를 태우고 길을 떠난다. 이미 날이 어둑어둑해지고 있고, 해리슨은 전조등 켜는 법을 몰라 대신 사이렌을 울린다. 미치가 자기 트럭을 타고 뒤쫓아오면서 경찰차 뒤를 들이받는 와중에 해리슨이 소를 발견하고 피한다. 미치의 트럭은 미처 소를 피하지 못하고 그대로 소와 충돌한다. 곧 마을 불빛이 보이고, 무전으로 교환원이 연락을 해오자 해리슨이 대답하며 영화가 끝이 난다.

## 출연진

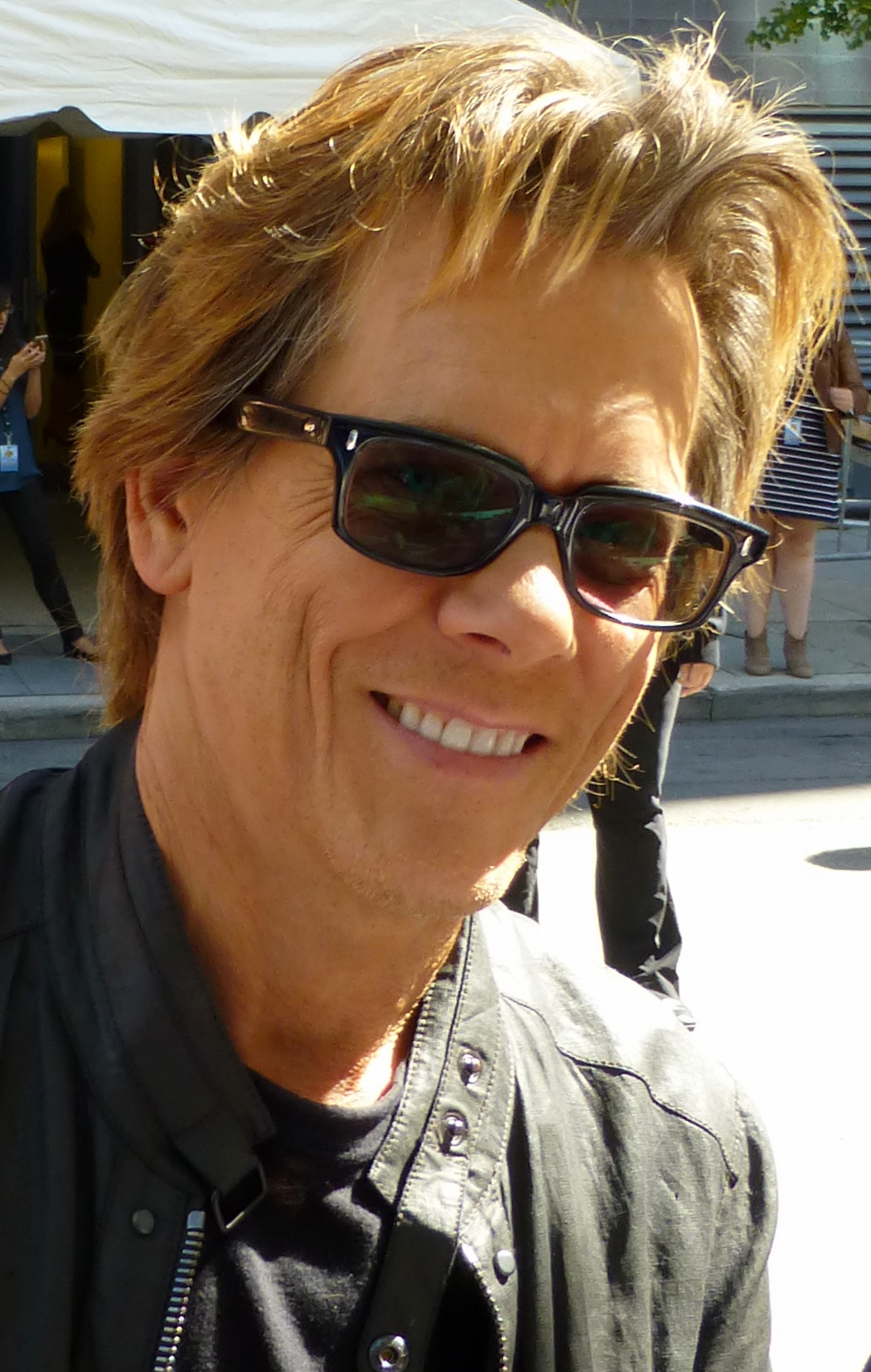
주연 케빈 베이컨의 사진.

- 케빈 베이컨 - 미치 크레처 보안관 역
- 제임스 프리드슨잭슨 - 트래비스 역
- 헤이스 웰퍼드 - 해리슨 역
- 캐머런 맨하임 - 베벌리 "베브" 역
- 셰이 위검 - 피투성이 남자 역
- 숀 하틀리 - 모터사이클 경찰 역
- 키라 세지윅 - 전화 교환원 역 (목소리 출연)

## 제작 비화와 개봉
《캅 카》는 존 와츠 감독이 이전부터 구상한 내용을 각본화한 것이다. 주연 케빈 베이컨은 와츠 감독의 각본을 보고 출연뿐 아니라 제작에도 참여하고 싶다는 의사를 드러냈다. 베이컨은 배역의 콧수염과 선글라스를 스타일링하고, 걸음걸이와 말투를 직접 만들었다. 자신의 캐릭터에 대해 '노회한 카우보이'라고 단평하였다.
《캅 카》는 2015년 1월 24일 제31회 선댄스 영화제에서 공개되었다. 1월 28일 포커스 월드가 배급권을 획득했고, 같은 해 8월 7일 미국 극장에 개봉하였다.

## 수상 목록
| 연도 | 상                   | 부문                  | 수상자              | 결과 | 출처 |
| ---- | -------------------- | --------------------- | ------------------- | ---- | ---- |
| 2015 | 도빌 미국 영화제     | 최우수상              | 존 와츠             | 후보 |      |
| 2015 | 에든버러 국제 영화제 | 관객상                | 존 와츠             | 후보 |      |
| 2015 | 전미 비평가 위원회상 | 2015년 독립 영화 톱10 | 《캅 카》           | 수상 |      |
| 2015 | 새턴상               | 독립 영화상           | 《캅 카》           | 후보 |      |
| 2015 | 새턴상               | 남자아역상            | 제임스 프리드슨잭슨 | 후보 |      |